# Dysdaemonia boreas
Dysdaemonia boreas este o specie de molie din familia Saturniidae. Este întâlnită din Mexic până în Guyane.